# The Singles (The Who)
The Singles è una compilation del gruppo britannico The Who, pubblicata nel 1984.

## Tracce
1. "Substitute" - 3:45
2. "I'm a Boy" - 2:37
3. "Happy Jack" - 2:14
4. "Pictures of Lily" - 2:43
5. "I Can See for Miles" (BBC Recording) - 4:05
6. "Magic Bus" - 3:20
7. "Pinball Wizard" - 3:00
8. "My Generation" - 3:18
9. "Summertime Blues" (Live) (Jerry Capehart ed Eddie Cochran) - 3:22
10. "Won't Get Fooled Again" (Single version) - 3:38
11. "Let's See Action (Nothing Is Everything)" - 3:57
12. "Join Together" - 4:22
13. "5:15" (Single version) - 4:48
14. "Squeeze Box" - 2:40
15. "Who Are You" (Single version) - 5:00
16. "You Better You Bet" - 5:37